# علاج عكسي لاتجاه النسخ
العلاج العكسي لاتجاه النسخ أو العلاج المضاد لاتجاه النسخ (بالإنجليزية: Antisense therapy)‏ هو شكل من أشكال علاج الأمراض الوراثية أو الأمراض المعدية. فعندما يُعرف أن التسلسل الجيني لـجين معين هو المتسبب في مرض ما، فمن الممكن أن يتم تركيب سلسلة مجدولة من الحمض النووي (الحمض النووي الريبي منقوص الأكسجين (DNA) أو الحمض الريبي النووي (RNA) أو أي نظير كيميائي) سوف ترتبط بـالحمض النووي الريبي المرسال (mRNA) الذي يُنتجه الجين ويقوم بإلغاء تنشيطه، مما يؤدي إلى تحول هذا الجين بشكل فعال. ويرجع السبب في ذلك إلى أن مرسال الحمض الريبي النووي مُكون من حبل واحد مجدول حتى يمكن ترجمته. وبدلاً من ذلك، فمن الممكن استهداف الحبل المجدول لربط موقع التضفير في مرسال الحمض الريبي النووي السالف وتعديل محتوى الإكسون لمرسال الحمض الريبي النووي.
في هذا السياق يعتبر تسلسل الحمض النووي الريبي المرسال (الـmRNA) هو الاتجاه الأصلي، أما سلسلة النيوكليوتيدات التي تستخدم في العلاج فتكون ذات اتجاه عكسي؛ أي أنها متممة للـmRNA الذي يراد تعطيله. أما عن كيفية قيام سلسلة الاتجاه العكسي بعملها، فهي ترتبط بالـmRNA مانعة الخلية من ترجمته. ويعتبر مُركب الحمض النووي ذو الاتجاه العكسي من قليلات النيوكليوتيد؛ أي أنه يتكون من عدد قليل من النيوكليوتيدات.
وتم إجراء أبحاث على أدوية العلاج العكسي لاتجاه النسخ لعلاج أنواع مختلفة من السرطان (بما في ذلك سرطان الرئة وسرطان القولون وورم البنكرياس وورم الدبقي وورم الميلانيني) ومرض السكري والتصلب العضلي الجانبي (التصلب العضلي الجانبي) والحثل العضلي الدوشيني وأمراض مثل الربو والتهاب المفاصل والتهاب الجراب المعند والمعاود مع العنصر الالتهابي. هذا ولم تُسفر بعد معظم العلاجات المحتملة عن نتائج سريرية مهمة [بحاجة لمصدر]، ولكن يوجد دواء واحد من أدوية العلاج العكسي لاتجاه النسخ، فوميفيرسان fomivirsen (الذي يُباع مثل الفيترافين Vitravene) من إدارة الأغذية والأدوية (إدارة الأغذية والأدوية) الأمريكية ويستخدم كعلاج لـ الالتهاب الفيروسي المضخم للخلايا.

## أمثلة
تستخدم بعض السلاسل عكسية اتجاه النسخ قليلة النوكليوتيد والأحماض الريبية النووية المتعددة في التجارب السريرية، واستُخدِم ما يزيد عن 20 منها في التجارب السريرية المتقدمة (المرحلة الثانية أو الثالثة).

### السرطان
وفي عام 2006 أعد الأطباء الألمان تقريرًا عن دراسة تصعيد جرعة مُركب إية بي 12009 (عكسي الاتجاه للفسفور وديوكسي ريبوز قليل النوكليوتيد المحدود لمرسال الحمض الريبي النووي لعامل نمو التحول الإنساني - بيتا 2) في المرضى الذين يعانون من ارتفاع درجة ورم الدبقي. وأثناء إعداد التقرير، لم يتم الحصول على البقايا الوسطية وألمح الأطباء عن العلاج المحتمل. وسيطرة جي004 والمرحلة 2بي بصورة فعالة على التجربة السريرية مع عامل نمو التحول - بي2 الذي يستهدف المركب «إي بي12009» لتكرار الورم النجمي الكشمي - هاو Hau وآخرون. 24 (الملحق رقم 18): 1566 - ملخصات اجتماع الجمعية الأمريكية لعلم الأورام السريرية؛ العنوان المستحدث «بوت».

### التهاب الشبكية بالفيروس المضخم للخلايا
فوميفيرسان (يُباع مثل الفيترافين) واعتُمد من إدارة الأغذية والأدوية الأمريكية في أغسطس 1998 كعلاج لـ الالتهاب الفيروسي المضخم للخلايا.

### فيروسات الحمى النزفية
ففي أوائل عام 2006 درس العلماء فيروس حمى إيبولا النزفية الحمى النزفية في معهد البحوث الطبية للأمراض المعدية التابع لجيش الولايات المتحدة الأمريكية وأعلنوا شفاء نسبة 75% بعد حَقن أربعة من قرود المكاك الريسوسي ومن ثم معالجتهم بدواء مورفيلينو Morpholino عكسي الاتجاه الذي طوره ساريبتا ثيرابوتيك Sarepta Therapeutics (المعروف رسميًا باسم شركة أفي بايو فارما AVI BioPharma) وشركة التكنولوجيا الحيوية الأمريكية ومعهد البحوث الطبية للأمراض المعدية التابع لجيش الولايات المتحدة الأمريكية وفورت ديتريك Fort Detrick بولاية ماريلاند. بيان صحفي: يحمي علاج الجينات المحددة لحمى إيبولا الرئيسيات غير البشرية من الأمراض الفتاكة. وفي 13 يناير 2006 بلغ معدل الوفيات المألوف للقرود المصابة بفيروس إيبولا نسبة 100٪. وفي أواخر عام 2008 نجحت شركة أفي بايو فارما في تنقيح تطبيقات دواء جديد للفحص (دواء جديد للفحص) مع إدارة الأغذية والأدوية لاثنين من منتجاتها الرائدة وهي فيروس ماربورغ وفيروسات إيبولا. فهذه الأدوية أفي-6002  وأفي-6003 هي المثيل الجديد التي تعتمد على السلاسل الكيميائية عكسية اتجاه النسخ لمسؤول الطب الوقائي بشركة أفي والتي تُدعم فيها الفعالية المضادة للفيروسات عن طريق إضافة مكونات الشحن الإيجابية لسلسلة مورفيلينو القليلة الوحدات. وأظهرت الأعراض المرضية الأولية لأفي-6002 وأفي-6003 بوضوح التكاثر والمعدلات العالية للبقاء في الرئيسيات لمقاومة مع العدوى المميتة من فيروسات إيبولا وماربورغ الفيروسات، على التوالي؛ الأخبار الطبية اليومية. وأعلنت شركة «أفي بايو فارما» تأكيد «إدارة الأغذية والأدوية» لتطبيقات «الدواء الجديد للفحص» على التجارب السريرية لعوامل علاج الحمض الريبي النووي لفيروسات إيبولا وماربورغ. وذلك في 30 ديسمبر 2008.

### فيروس نقص المناعة / الإيدز
بدءًا من عام 2004، أجرى الباحثون في الولايات المتحدة بحوث استخدام تقنية السلاسل عكسية اتجاه النسخ لمكافحة فيروس نقص المناعة. فنسخوا التثبيط الوسطي لسلسلة عكسية الاتجاه بفيرس نقص المناعة البشري عن طريق استخدام نوع فيروس نقص المناعة 1-الذي يعتمد على التوجيه الشديد للنتائج في الكائنات الحية الضعيفة غير القادرة على تطوير مقاومتها.
وفي فبراير 2010 قام الباحثون بإعداد تقرير ناجح في الحد من حاملي فيروس نقص المناعة باستخدام الخلايا-تي للمريض والتي تم تجميعها وتعديلها مع الحبل المجدول للحمض الريبي النووي لتغليف البروتين الفيروسي لفيروس نقص المناعة وإعادة حقنها في المريض أثناء الانحدار المخطط لها في علاج عقاقير الفيروسات.

### ارتفاع الكوليسترول في الدم
وأكملت ميبومبرسين (mipomersen) بنجاح في عام 2010 المرحلة الثالثة من التجارب لبعض أنواع فرط كوليسترول الدم العائلي متماثل الجينات.

## وصلات خارجية
- Antisense Pharma: Promising Phase IIb Results Of Targeted Therapy With AP 12009 In Recurrent Anaplastic Astrocytoma